# Ceratonia oreothauma
Ceratonia oreothauma là một loài thực vật có hoa trong họ Đậu. Loài này được Hillc. & al. miêu tả khoa học đầu tiên.